# Ljatif Mefaileskoro Demir
Ljatif Mefaileskoro Demir (en macedonio: Љатиф Мефаилескоро Демир) (12 de agosto de 1961, Skopie, República Socialista de Macedonia) es un publicista, traductor y escritor macedonio de etnia gitana. Es graduado en Filología.